# Guiscardo de Suardi

Stemma Suardi

Guiscardo de Suardi (... – Bergamo, 22 febbraio 1281) è stato un vescovo cattolico italiano.

## Biografia
Guiscardo dell'importante famiglia Suardi di Bergamo, è menzionato come arcidiacono della chiesa di San Vincenzo già nel 1244, e indicato, come “uomo dotato di somma prudenza e di invitta costanza nel sostenere i diritti capitolari”. Alla morte del vescovo Erbondo, fu eletto dal capitolo come nuovo vicario della sede vacante il canonico Beltramo Suardi. La sede non dovette restare vacante però per molto tempo: risulta infatti conservato un documento dell'8 luglio 1272 per un atto di vendita di un terreno coltivato a vite in cui si nomina il nuovo vescovo Guiscardo. questo a indicare quanto fosse importante la famiglia Suardi nella città.
Importante fu il suo interessamento verso gli ordini mendicanti e la sua concessione di indulgenze in favore dei frati predicatori e della congregazione della Misericordia Maggiore del 27 dicembre 1276 per quanti partecipavano alle predicazioni e che compivano opere di carità «annuentes de Dei misericordia confisi», e le «misericordie operibus erogandis». Il diploma dell'indulgenza della fondazione MIA, conservato nei registri medioevali, è registrato con la data: die quinto exeunte decembris M° CC° septuagenimo septimo dindictione quinta.  Consacrò la nuova chiesa del Matris Domini, favorendo l'ingresso delle suore dell'ordine di Santa Chiara nel 1277 in Borgo Canale. Nel 1279 favorì la nascita della nuova confraternita presso la chiesa di Santa Caterina composta di laici.
Nel 1272 papa Gregorio X scrisse alcuni brevi apostolici diretti sia al priore di Sant'Ambrogio e all'arcivescovo di Milano, a favore della chiesa di Bergamo che si trovava in difficoltà con i Templari di Bergamo, che pretendeva il diritto sull'avanzo delle elemosine raccolte nei festeggiamenti per l'anniversario vescovo di Brescia, originario di Bergamo, Guala ma che, egli stesso con lascito testamentario, aveva destinato ai più poveri.
La presenza del vescovo è documentata in qualità di arbitro in una controversia tra la famiglia Suardi e il capitolo di San Vincenzo per la riscossione di alcune imposte della località Fontanella e altre. Tra i partecipanti alla disputa vi sono elencati quelli che erano i personaggi più importanti nella vita cittadina del Duecento: Roberto de Bonghi, Pace e Lanfranco Rivola, Beltramo Suardo Cimiliarca, e l'arcidiacono Lanfranco della Torre. Il vescovo confermò tutte le concessioni al monastero benedettino di Albino, che erano state elargite dai suo predecessori. La serenità tra i capitoli delle diverse chiese nel 1275 iniziava a dare qualche rallentamento, furono infatti i canonici della chiesa di San Matteo e volere la divisione dei diversi beni.
Sarebbe confermato che il vescovo Guiscardo consacrò il nuovo vescovo di Brescia Berardo Maggi per delegazione del papa in quanto l'arcivescovo di Milano Ottone Visconti era assente. l vescovo morì tra il 21 e il 22 febbraio 1281.

## Successione apostolica
La successione apostolica è:
- Vescovo Berardo Maggi (1272)